# Championnat de France de hockey sur glace 1989-1990
Saison précédente Saison suivante
La saison 1989-1990 est la 69e saison du championnat de France de hockey sur glace élite qui porte le nom de Nationale 1A.

## Nationale 1A

### Équipes engagées
| Amiens Bordeaux Briançon Caen Grenoble Paris Reims Rouen Tours Villard |

Les dix équipes engagées sont les suivantes :
- Écureuils d'Amiens
- Girondins de Bordeaux
- Diables Rouges de Briançon
- Léopards de Caen
- Brûleurs de loups de Grenoble
- Français Volants de Paris
- Flammes Bleues de Reims
- Dragons de Rouen
- Mammouths de Tours
- Ours de Villard-de-Lans

### Résultats

#### Série éliminatoire
|  | demi-finale                   | demi-finale                   |                  |   | finale | finale |
|  | demi-finale                   | demi-finale                   |                  |   | finale | finale |
|  |                               |                               |                  |   |        |        |
|  |                               |                               |                  |   |        |        |
|  |                               |                               |                  |   |        |        |
|  | Dragons de Rouen              | 2                             |                  |   |        |        |
|  | Dragons de Rouen              | 2                             |                  |   |        |        |
|  | Écureuils d'Amiens            | 0                             |                  |   |        |        |
|  | Écureuils d'Amiens            | 0                             | Dragons de Rouen | 2 |        |        |
|  |                               |                               | Dragons de Rouen | 2 |        |        |
|  |                               | Brûleurs de loups de Grenoble | 0                |   |        |        |
|  | Français Volants de Paris     | Brûleurs de loups de Grenoble | 0                | 1 |        |        |
|  | Français Volants de Paris     |                               |                  | 1 |        |        |
|  | Brûleurs de loups de Grenoble | 2                             |                  |   |        |        |
|  | Brûleurs de loups de Grenoble | 2                             | 3e place         |   |        |        |
|  |                               |                               |                  |   |        |        |
|  |                               |                               |                  |   |        |        |
|  |                               |                               |                  |   |        |        |
|  | Écureuils d'Amiens            | 1                             |                  |   |        |        |
|  | Écureuils d'Amiens            | 1                             |                  |   |        |        |
|  | Français Volants de Paris     | 0                             |                  |   |        |        |
|  | Français Volants de Paris     | 0                             |                  |   |        |        |

### Bilan
Les Dragons de Rouen sont champions pour la première fois de leur histoire et ils remportent la première Coupe Magnus de leurs cinq futures coupes des années 1990.
Les trophées récompensant les joueurs sont les suivants :
- Trophée Albert-Hassler : Philippe Bozon (Grenoble)
- Trophée Charles-Ramsay : Jean-François Sauvé (Tours)
- Trophée Jean-Ferrand : Jean-Marc Djian (Grenoble)
- Trophée Jean-Pierre-Graff : Stéphane Barin (Grenoble)
- Trophée Raymond-Dewas : Patrick Foliot (Amiens) et Claude Verret (Rouen)
- Trophée Marcel-Claret :  Léopards de Caen

## Division 3

### Classement de la Première Phase

#### Zone Nord
1. Diables Rouges de Valenciennes
2. Corsaires de Dunkerque II
3. CPM Croix

#### Zone Île de France
1. Conflans-Sainte-Honorine
2. HC Yerres
3. etc.

#### Zone Normandie
1. Dragons de Rouen II
2. Drakkars de Caen II
3. Docks du Havre
4. Vikings de Cherbourg

#### Zone Est
1. Ducs de Dijon
2. Dauphins d'Épinal
3. Scorpions de Mulhouse
4. Lions de Belfort
5. Dragons de Metz

#### Zone Bretagne - Pays-de-la-Loire
1. Dogs de Cholet
2. Cormorans de Rennes
3. Aigles de La Roche-sur-Yon
4. Dogs de Cholet II
5. Cormorans de Rennes II

#### Zone Alpes
1. Ours de Villard-de-Lans II
2. etc.

#### Zone Sud-Ouest
1. Taureaux de Feu de Limoges
2. Pessac HCO
3. Grands Ducs de Brive

#### Zone Languedoc-Roussillon
1. Bélougas de Toulouse
2. Wild Horses de Nîmes
3. Aigles des Pyrénées de Font-Romeu
4. Vipers de Montpellier
5. Perpignan

### Barrage Sud-Ouest / Languedoc Roussillon
| Date       | Match                 |
| ---------- | --------------------- |
| 06/01/1990 | Font-Romeu 16-5 Brive |

### Classement de la Seconde Phase

#### Zone Nord
1. Ducs de Dijon
2. Diables Rouges de Valenciennes
3. Conflans-Sainte-Honorine
4. HC Yerres
5. Dogs de Cholet
6. Dragons de Rouen II[1]

#### Zone Sud
1. Ours de Villard-de-Lans II
2. Bélougas de Toulouse
3. Wild Horses de Nîmes
4. Aigles des Pyrénées de Font-Romeu
5. Taureaux de Feu de Limoges
6. Pessac HCO

### Carré Final
1. Ours de Villard-de-Lans II
2. Ducs de Dijon
3. Bélougas de Toulouse
4. Diables rouges de Valenciennes

Les Ours de Villard-de-Lans II sont Champions de France de Division 3 et sont promus en Division 2 tout comme les Ducs de Dijon et les Diables rouges de Valenciennes.